# بال‌ها (ترانه بردی)
«بال‌ها» (به انگلیسی: Wings) تک‌آهنگی از بردی است که در ۲۹ ژوئیهٔ ۲۰۱۳ میلادی به صورت دانلود دیجیتالی در پادشاهی متحد بریتانیا، و در ۸ سپتامبر همان سال به‌عنوان تک‌آهنگ اصلی از آلبوم آتش درون منتشر شد.
این تک‌آهنگ در جدول موسیقی ایرلند در جایگاه نخست، و در جدول‌های موسیقی والونیا، فرانسه، اتریش، فلاندرز، و سوئیس جزو ده ترانهٔ اول قرار گرفت.